# Regius Professor of Plant Science (Edinburgh)
Der Regius Professor of Plant Science, vormals Regius Professor of Botany und noch früher Regius Professor of Materia Medica and Botany ist eine Regius Professur für Botanik an der University of Edinburgh in Schottland. Der Lehrstuhl wurde 1695 gegründet. Durch königliche Bestätigung durch Königin Anne I. am 17. März 1710 wurde die Regius Professur of Botany begründet.
Neben der Regius Professur für Plant Science in Edinburgh gibt es auch Regius Professuren für Botanik an den Universitäten Aberdeen (Regius Professor of Botany (Aberdeen) seit 1912), University of Glasgow (Regius Professor of Botany) und Cambridge (Regius Professor of Botany (Cambridge) seit 2009).

## Geschichte des Lehrstuhls

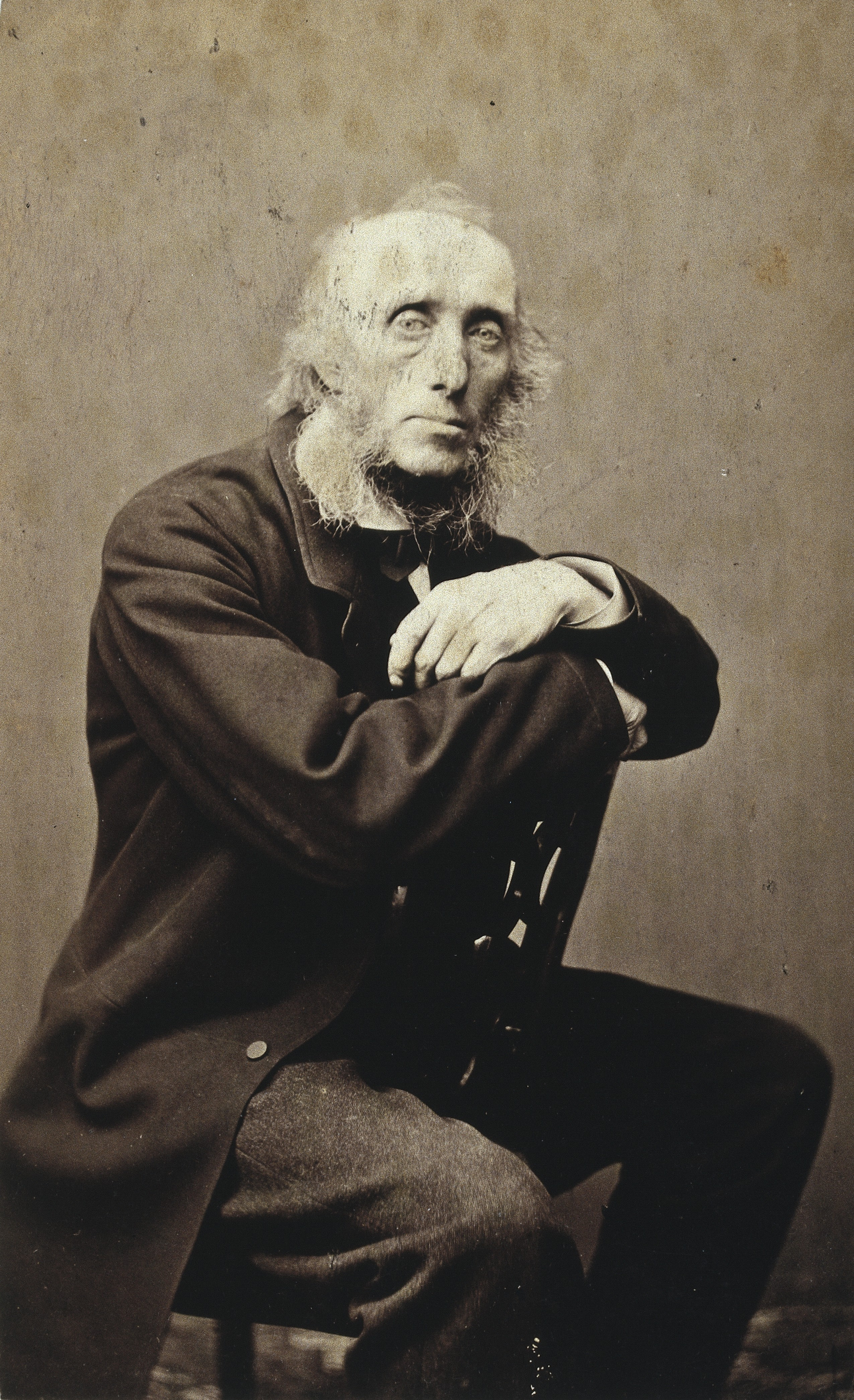
John Hutton Balfour, Regius Professor 1845 bis 1879

Der durch Andrew Balfour (1630–1694) unter Mitwirkung von Robert Sibbald eingerichteten Physic Garden, dem Vorläufer des Royal Botanic Garden Edinburgh, bildete einen Punkt, um den sich die Regius Professur formierte. Der erste von ihnen mit dem Unterhalt des Gartens beauftragte James Sutherland erweiterte nicht nur die Gärten durch Landkäufe, er veröffentlichte einen Katalog der in den Gärten kultivierten Pflanzen und hielt gleichzeitig auch Vorlesungen zu medizinischen Wirkung der Pflanzen und zur Botanik. Botanik wurde mit der Materia Medica, also der Pharmazie, in Verbindung gebracht und als ein Teilgebiet der Medizin betrachtet. Diese Vorlesungen wurden ab 1705 durch Charles Preston (1660–1711), George Preston (1665–1749) und durch Charles Alston (1685–1760) fortgeführt.
Sutherland war 1695 zum „King’s Botanist“ (königlichen Botaniker) und zum „Regius Keeper of the Royal Gardens“ ernannt worden. In dieser Funktion folgte ihm 1715 William Arthur und ab 1716 der vorgenannte Charles Alston. Ab diesem Zeitpunkt blieben die Funktionen des King’s Botanist und des Regius Keepers mit der Professur vereint. Amtsinhaber waren Regius Professor of Botany und King’s Botanist (Keeper of the Royal Botanic Gardens).
Erst mit John Hope wurde die Verbindung mit der Pharmazie aufgelöst und die Botanik als eigenständiges Fach weitergeführt. Hope wurde anschließend als Professor of Medicine and Botany bezeichnet, während sein Kollege Francis Home (1719–1813) als Professor of Materia Medica diesen Teil des Fachs übernahm. Hopes Nachfolger waren Regius Professor of Botany and King’s Botanist (Keeper of the Royal Botanic Gardens).
Diese Verbindung hielt bis 1956, als mit dem Tod des damaligen Professors William Wright Smith die Posten neu besetzt wurden. 1958 übernahm Robert Brown nur noch die Professur. Die Position des Queens’s Botanist wurde 1967 mit dem schottischen Botaniker Harold Roy Fletcher, Ph.D., D.Sc., F.R.S.E., V.M.H. besetzt.

## Inhaber
| Name                  | Namenszusatz                                         | von  | bis           | Anmerkungen |
| --------------------- | ---------------------------------------------------- | ---- | ------------- | --- |
| James Sutherland      |                                                      | 1699 | 1715          | Sutherland war kein Arzt und hatte auch keine universitäre Ausbildung genossen. Trotzdem erwarb er sich durch seine Arbeit und seinen Fleiß ein umfassendes Wissen über die Botanik seiner Zeit. Das von Sutherland 1683 veröffentlichte Hortus Medicus Edinburgensis war das erste wissenschaftliche Werk zur Botanik in Schottland. Es beschreibt ca. 2000 Pflanzen in den von ihm betreuten Gärten. Dieses Buch brachte ihm auch die Ernennung zum Regius Keeper und King’s Botanist ein. |
| William Arthur        |                                                      | 1715 |               | Ein Jahr nach dem Tod von Königin Anne wurde Sutherland durch William Arthur ersetzt. Arthur wurde durch König Georg I. im Amt bestätigt. |
| Charles Alston        | M.D.                                                 | 1716 | 1760          | Alston zeichnete sich als hartnäckiger Gegner von Carl von Linné aus. Er veröffentlichte einige Arbeiten, unter anderem eine wichtige Arbeit zum Opium. Alle Nachfolger Alstons bis William Wright Smith vereinigten die Amter des Regius Professors, des King’s Botanist und des Keeper of the Royal Botanic Garden. Alston belebte die Medizinvorlesungen in Edinburgh und erstellte eine Bestandsliste der Arten im botanischen Garten. |
| John Hope             | M.D.                                                 | 1768 | 1786          | Den Royal Botanical Garden Edinburgh leitete Hope seit 1761. 1768 wurde er zusätzlich Regius Professor of Medicine and Botany. Der Schüler Alstons ging in seiner Sympathie nicht so weit, das Linnésche System abzulehnen, aber er vollendete ein von Alston begonnenes Werk zur medizinischen Wirkung von Pflanzen. |
| Daniel Rutherford     | M.A.,                                                | 1786 | 1819          | Einer der Studenten Rutherfords war Robert Brown (1773–1858) nach dem die Brownsche Bewegung benannt wurde. |
| Robert Graham         | M.D.                                                 | 1820 | 1845          | In seinen ersten Jahren verlagerte Graham die botanischen Gärten nach Inverleigh Row. Seine schlechter werdende Gesundheit veranlasste ihn, sich durch Joseph Dalton Hooker vertreten zu lassen. Dieser wurde jedoch als Grahams Nachfolger abgelehnt. |
| John Hutton Balfour   | M.A., M.D., M.R.C.S., F.R.C.S. (Edin), F.R.S. (Edin) | 1845 | 1879          | Wie schon Graham vor ihm, hatte Balfour vor seiner Ernennung die Botanik-Professur an der University of Glasgow gehalten. Balfour wurde auch Dekan der medizinischen Fakultät. Er erweiterte den Lehrplan um praktische Arbeiten. Auch die botanischen Gärten wurden durch ihn erheblich erweitert, beispielsweise um ein Palmenhaus, ein Arboretum sowie ein gutes Museum. |
| Alexander Dickson     | M.D., LL.D.                                          | 1880 | 1887          | Dickson wurde nicht mehr als Professor für Medizin, sondern nur noch als Professor of Botany bezeichnet. Auch er hatte zuvor in Glasgow gelehrt. |
| Isaac Bayley Balfour  |                                                      | 1888 | 1922          | Isaac war der Sohn von John Hutton und legte sich früh fest auf die Botanik als Fach. Er studierte an den Universitäten Edinburgh, Würzburg und Straßburg. Als erster Student schloss er in Edinburgh mit einem D.Sc. in Botanik ab. 1884 übernahm Isaac den Sheraridan Chair of Botany an der University of Cambridge. 1888 kehrte er nach Edinburgh zurück, um die ehemalige Professur seines Vaters zu übernehmen. Die von seinem Vater begonnene Erweiterung der botanischen Gärten wurde durch Balfour Jr. abgeschlossen. Zwar war Balfour ein Fachmann für die Pflanzenwelt Chinas und des Himalayas mit besonderen Kennissen über Rhododendren, aber seine wichtigsten Fähigkeiten waren sein Organisationstalent mit denen er die drei von ihm geleiteten Abteilungen vorteilhaft reorganisierte. Unter Balfour erweiterte sich der Lehrplan und Bakteriologie, Mycologie und Pflanzenphysiologie wurden angeboten. |
| William Wright Smith  | Esq., M.A., F.R.S.E., F.L.S.                         | 1922 | 15. Dez. 1956 | 1956 wurden die Positionen des Aufsehers über den Royal Botanical Garden Edinburgh, dem Regius Keeper, und des Regius Professor of Botany getrennt, die traditionell in Personalunion besetzt wurden. |
| vakant                |                                                      | 1957 | 1958          | |
| Robert Brown          | Esq., B.Sc., Ph.D., F.R.S.                           | 1958 | 1978          | Browns Vater hatte die botanischen Gärten für den Sultan von Marocco in Fez angelegt und stand zum Zeitpunkt der Geburt Roberts in Diensten des botanischen Gartens von Kairo. Nach einer Ausbildung in Ägypten und an englischen Universitäten spezialisierte sich Brown auf Pflanzenphysiologie. Unter Browns Führung entwickelte sich die Botanik-Fachschaft in Edinburgh zu einer der besten im Vereinigten Königreich. |
| Michael Magson Yeoman | Esq., B.Sc., M.Sc., Ph.D., F.R.S.E.                  | 1978 | 1993          | |
|                       |                                                      | 1994 | 1998          | Ungeklärt: Derzeit keine hinreichende Information zum Füllen der Lücke. |
| Christopher John Lamb | CBE, F.R.S.                                          | 1999 | 2000          | Lamb war einer der ersten, die das volle Instrumentarium der Molekularbiologie auf die Resistenzforschung bei Saatgut anwendeten. Er leistete grundlegende Arbeit zum Verständnis von Abwehrreaktionen gegen Infektionen von Pflanzen. Kurz nach Amtsantritt Lambs wurde ein Leiter für das John Innes Centre in Norwich gesucht und Lamb bewarb sich. In der Folge verließ er Edinburgh schon nach neun Monaten, hatte in der Zwischenzeit aber eine Renovierung der 1965 gebauten Labore des Instituts angestoßen, die 2003 abgeschlossen wurde. |
|                       |                                                      | 2000 | 2005          | Ungeklärt: Derzeit keine hinreichende Information zum Füllen der Lücke. |
| Karl John Oparka      | B.Sc., Ph.D.; F.R.S.E.                               | 2005 |               | Oparka leitete vor seiner Ernennung die Abteilung Zellbiologie am schottischen Saatgutinstitut. |